# Angosian
Angosian is een fictief ras uit het Star Trek-universum.
De Angosianen bewonen de planeet Angosia III. Het is een niet-gewelddadig ras dat hun hele samenleving op ontwikkeling van de geest en het intellect heeft gebouwd. Maar in de 24e eeuw werd men toch gedwongen geweld te gebruiken tijdens de Tarsiaanse oorlog. Hiervoor besloten de samenleving vrijwilligers met chemische en genetische technieken te veranderen in supersoldaten. Toen na de oorlog bleek dat deze soldaten niet meer terugveranderd konden worden, werd besloten hen gevangen te zetten op de gevangenismaan Lunar V.
In 2366 ontvluchtte Roga Danar, een van de gevangenen de maan, net op het moment dat de Angosianan toetredings-onderhandelingen wilden beginnen met de Verenigde Federatie van Planeten. Jean-Luc Picard, die de onderhandelingen zou beginnen, besloot deze op te schorten totdat de Angosiaanse regering een bevredigende oplossing voor hun ex-soldaten had gevonden.